# Kevin Durand
Kevin Serge Durand (Thunder Bay, 14 januari 1974) is een Canadees acteur en stemacteur.

## Biografie
Durand werd geboren in Thunder Bay, en is van Franse/Canadese afkomst. Hij doorliep de highschool aan de St. Ignatius High School in Thunder Bay.
Durand begon in 1997 met acteren in de televisieserie Exhibit A: Secrets of Forensic Science. Hierna speelde hij nog meerdere rollen in televisieseries en films zoals Austin Powers: The Spy Who Shagged Me (1999), Dark Angel (2001-2002), The Butterfly Effect (2004), Wild Hogs (2007), X-Men Origins: Wolverine (2009) en Lost (2008-2010).
Durand is sinds 2010 getrouwd.

## Filmografie

### Films
Uitgezonderd korte films.
- 2025: The Naked Gun - als Sig Gustafon
- 2025: Clown in a Cornfield - als Arthur Hill
- 2024: Kingdom of the Planet of the Apes - als Proximus Caesar
- 2024: Abigail - als Peter
- 2021: Dangerous - als Cole
- 2019: Primal - als Richard Loffler
- 2018: Take Point - als Markus
- 2018: Bigger - als Bill Hauk
- 2017: Tragedy Girls - als Lowell
- 2014: Garm Wars: The Last Druid - als Skellig
- 2014: Dark Was the Night - als Paul Shields
- 2014: The Captive – als Mika
- 2014: Noah - als Rameel
- 2014: Winter's Tale – als Cesar Tan
- 2013: Devil's Knot – als John Mark Byers
- 2013: The Mortal Instruments: City of Bones – als Pangborn
- 2013: Fruitvale Station – als officier Caruso
- 2012: The Truth – als Torrance Mashinter
- 2012: Resident Evil: Retribution – als Barry Burton
- 2012: Cosmopolis – als Torval
- 2011: Citizen Gangster – als Lenny Jackson
- 2011: Real Steel – als Ricky
- 2011: I Am Number Four – als commandant van Mogadorian
- 2010: Robin Hood – als Little John
- 2010: Legion – als Gabriel
- 2009: Otis E. – als Otis
- 2009: X-Men Origins: Wolverine – als Fred Dukes
- 2008: The Echo – als Walter
- 2008: Winged Creatures – als zwartgeldkoerier
- 2007: 3:10 to Yuma – als Tucker
- 2007: Throwing Stars – als Reed
- 2007: Wild Hogs – als Red
- 2006: Smokin' Aces – als Jeeves Tremor
- 2006: 12 Hours to Live – als John Carl Lowman
- 2006: Big Momma's House 2 – als Oshima
- 2005: Greener Mountains – als Three-toe
- 2004: Walking Tall – als Booth
- 2004: Scooby-Doo 2: Monsters Unleashed – als geest zwarte ridder
- 2004: The Butterfly Effect – als Carlos
- 2004: The Goodbye Girl – als Earl
- 2003: Mob Princess – als Claudio
- 2002: K-9: P.I. – als agent Verner
- 1999: Hard Time: Hostage Hotel – als Kenny
- 1999: Mystery, Alaska – als Tree Lane
- 1999: Austin Powers: The Spy Who Shagged Me – als huurmoordenaar

### Televisieseries
Uitgezonderd eenmalige gastrollen.
- 2022-2023: Pantheon - als diverse stemmen - 9 afl.
- 2023: Essex County - als Jimmy - 5 afl.
- 2023: Most Dangerous Game - als Tyler - 3 afl.
- 2023: My Dad the Bounty Hunter - als Chakalau / EHC Supervisor (stemmen) - 4 afl.
- 2022: The Callisto Protocol: Helix Station - als Metzger (stem) - 4 afl.
- 2021-2022: Locke & Key - als Frederick Gideon - 11 afl.
- 2018-2019: Ballers - als Thompson - 7 afl.
- 2019: Swamp Thing - als Jason Woodrue - 10 afl.
- 2017-2018: Voltron: Legendary Defender - als King Zarkon (stem) - 5 afl.
- 2014-2017: The Strain - als Vasily Fet - 46 afl.
- 2017: Trial & Error - als Rutger Hiss - 4 afl.
- 2010-2016: American Dad! – als CIA man (stem) – 5 afl.
- 2015-2016: Vikings - als Harbard - 6 afl.
- 2008-2010: Lost – als Martin Keamy – 11 afl.
- 2005: Threshold – als Sonntag – 2 afl.
- 2004: Touching Evil – als agent Jay Swopes – 12 afl.
- 2003: Tarzan – als Trevor Whedon / Gregory Creal – 2 afl.
- 2001-2002: Dark Angel – als Joshua – 21 afl.
- 2000-2002: Stargate SG-1 – als Zipacna – 3 afl.
- 2000-2001: Beggars and Choosers – als Cliff – 3 afl.